# Criniger
Criniger  (baardbuulbuuls) is een geslacht van zangvogels uit de familie Pycnonotidae (buulbuuls).

## Soorten
Het geslacht kent de volgende soorten:
- Criniger barbatus  – Temmincks baardbuulbuul
- Criniger calurus  – Roodstaartbaardbuulbuul
- Criniger chloronotus  – Cassins baardbuulbuul
- Criniger ndussumensis  – Reichenows baardbuulbuul
- Criniger olivaceus  – Groene baardbuulbuul